# Выблядки
«Выблядки» — российский андеграундный фильм режиссёра Олега Мавроматти, снятый в 2000 году. По мнению критика Алексея Артамонова, это «самое известное после „Зелёного слоника“ андеграундное творение постреформенной России».

## Сюжет
Герой фильма — молодой человек 1990-х годов, на долю которого выпали годы Чеченской войны. Фильм состоит из его монологов, в которых он рассказывает преимущественно про свою половую жизнь, обильно пользуясь обсценной лексикой. По словам самого режиссёра, герой фильма — «полубандит, <…> в каком-то смысле помешанный на потреблении».

## В ролях
| Актёр                                    | Роль            |
| ---------------------------------------- | --------------- |
| Юрий Звёздный (в титрах: Египетский Маг) | Василий         |
| Елена Лаптева                            | камео           |
| Давид Д’Агостино                         | голос за кадром |

## Участие в фестивалях
- 2000 — показ на международном фестивале независимого кино и видеоарта «Дримкетчер» (Киев)
- 2003 — показ фильма на фестивале радикального кино «Sтык» (Москва)

Олег Мавроматти в 2003 году получил приз The Most Sincere Film Фестиваля радикального кино «Sтык» (Москва) за фильм «Выблядки».